# ماشابل
ماشابل (بالإنجليزية: Mashable)‏؛ موقع رقمي أمريكي خاص بتقييم ومراجعة الإعلام الرقمي وأدواته، تأسّس بواسطة بيت كاشمور (بالإنجليزية: Pete Cashmore)‏ في 19 يوليو 2005، ويقع مقره في مدينة نيويورك. يصدر بالإنجليزية والفرنسية. تصدر عنه سلسلة جوائز باسم جوائز ماشابل (بالإنجليزية: he Mashable Awards)‏ التي أُطلِقت في العام 2010، وهي تُمنح لعدة فئات منها: أفضل لعبة للهاتف المحمول، أفضل موقع فيديوهات وأفضل شركة جديدة ورائدة في مجال الأعمال. وقد نالت شركات ومواقع عديدة هذه الجائزة، من بينها: ديغ، فيسبوك، جوجل، تويتر، يوتيوب، إي إس بي إن، كافيمام وباندورا.

## روابط خارجية
- ماشابل على موقع روتن توميتوز (الإنجليزية)